# Популярна култура
Популярна култура или още попкултура често обозначава понятието за масова култура.
Популярната или още масовата култура, това е „народната“ култура, популярна и преобладаваща сред широк слой от населението в дадено общество. Тя може да включва в себе си такива явления, както бит, развлечения (спорт, поп-музика), средства за масова информация, и т.н. Съдържанието масова култура е обусловлено от ежедневните произшествия и събития, стремежите и потребностите, съставляващи живота на преобладаващата част от населението (т. н. мейнстрийма).

## Масовата култура през 18 и 19 век
Предпоставките за формирането на масова култура са заложени в самото наличие на структура на обществото. Хосе Ортега-и-Гасет формулира известния подход по отношение на структуризацията по признак творчески потенциал. Тогава възниква представата за „творчески елит“, който естествено, съставлява по-малка част от обществото, и от „масата“ – количествено основната част от населението. Съответно става възможно да се говори и за култура на елита („елитарна култура“) и за култура на „масите“ – „масова култура“.